# Annelies Peetroons
Annelies Peetroons (4 mei 1987) is een Belgische atlete, gespecialiseerd in het kogelstoten en het discuswerpen.

## Loopbaan
In 2006 behaalde Peetroons haar eerste medaille op nationaal niveau: brons bij het kogelstoten op de Belgische indoorkampioenschappen. Een jaar later herhaalde zij dit wapenfeit. Haar eerste medailles buiten waren er gelijk twee: op de Belgische kampioenschappen van 2008 veroverde zij namelijk een zilveren bij het kogelstoten en een bronzen bij het discuswerpen. In 2009 volgde bij het kogelstoten voor de derde maal in vier jaar tijd brons tijdens de BK AC indoor, waarna zij er dat jaar bij de BK AC met de kogel een volgende bronzen plak aan toevoegde.
In 2010 deed Peetroons een vervolgstap door op de BK AC zilver voor kogelstoten en goud voor discuswerpen, haar eerste nationale titel, te scoren. Ook in 2011 volgde zilver bij het kogelstoten op de BK AC indoor en goud en zilver op de BK AC, zij het in precies omgekeerde volgorde: nu werd zij kampioene bij het kogelstoten en tweede bij het discuswerpen.
In 2012 bleef het bij brons bij het kogelstoten op de BK AC indoor en zilver met de discus op de BK AC. In 2013 veroverde Peetroons haar tweede Belgische titel bij het discuswerpen.
Haar beste resultaat bij het discuswerpen realiseerde ze op 20 augustus 2006 in Peking op de wereldkampioenschappen voor junioren, waar ze 54,42 m wist te werpen. Bij het kogelstoten kwam ze in Brussel op 18 juli 2010 tot 15,12 en op 30 januari 2011 indoor tot 14,24.
In 2006 werd Annelies Peetroons de laureaat van de Gouden Spike in de categorie van de belofte bij de vrouwen.

## Belgische kampioenschappen
| Onderdeel    | Jaar                   |
| ------------ | ---------------------- |
| kogelstoten  | 2011                   |
| discuswerpen | 2010, 2013, 2014, 2015 |

## Persoonlijke records
| Onderdeel             | Prestatie | Datum            | Plaats  |
| --------------------- | --------- | ---------------- | ------- |
| kogelstoten (outdoor) | 15,47 m   | 27 juli 2014     | Brussel |
| kogelstoten (indoor)  | 15,00 m   | 21 februari 2015 | Gent    |
| discuswerpen          | 56,09 m   | 13 juli 2014     | Lokeren |

## Palmares

### kogelstoten
- 2005: 6e BK AC – 13,28 m
- 2006:  BK AC indoor – 13,68 m
- 2007:  BK AC indoor – 13,53 m
- 2008:  BK AC – 14,25 m
- 2009:  BK AC indoor – 13,57 m
- 2009:  BK AC – 13,59 m
- 2010: 4e BK AC indoor – 13,46 m
- 2010:  BK AC – 15,12 m
- 2011:  BK AC indoor – 13,98 m
- 2011:  BK AC – 14,29 m
- 2012:  BK AC indoor – 14,02 m
- 2014:  BK AC  – 15,47 m
- 2015:  BK AC indoor – 15,00 m
- 2016:  BK AC indoor – 14,48 m

### discuswerpen
- 2008:  BK AC – 48,25 m
- 2010:  BK AC – 50,28 m
- 2011:  BK AC – 49,57 m
- 2012:  BK AC – 48,60 m
- 2013:  BK AC – 51,24 m
- 2014:  BK AC - 54,12 m
- 2015:  BK AC - 53,93 m

## Onderscheidingen
- 2006: Gouden Spike voor beste belofte